# Pande Darajani
Pande Darajani è una circoscrizione rurale (rural ward) della Tanzania situata nel distretto di Muheza, regione di Tanga. Conta una popolazione di 3 681 abitanti (censimento 2012).